# Literatura classicista
O Classicismo teve início na Itália no século XIV e apogeu no final do século XVI.

## Contexto histórico
O classicismo espalhou-se rapidamente pela Europa, com a criação da imprensa as informações eram divulgadas com maior rapidez. O classicismo ocorreu dentro de um grandioso momento histórico social, o Renascimento, como o próprio nome sugere, o Renascimento foi um período de renovação, momento de grandes transformações culturais, políticas e econômicas. A Europa saía da idade das trevas(visão depreciativa da idade média) como ficou conhecida a Idade Média, para encontrar-se com a luz, representada pelo conhecimento, que foi extremamente difundido no Renascimento, principalmente após a invenção da imprensa, que possibilitou a divulgação dos autores gregos e latinos.
Esse período foi marcado pelas grandes navegações, o desenvolvimento da matemática, o estudo das línguas e o surgimento das primeiras gramáticas, com isso, o homem passou a achar-se poderoso, o centro do universo, originando, assim, ao (homem em evidência), em substituição ao teocentrismo (Deus em evidência) da Idade Média.
O Classicismo è uma tendência artística que revitalizou a tradição clássica de afirmar a superioridade humana. Baseado no antropocentrismo, equilíbrio das composições, harmonia das formas e a idealização da realidade. Promoveu uma transformação radical no modelo medieval, valorizando o esforço individual e as conquistas humanas, buscando a felicidade terrena.
A Igreja Católica, antes absoluta, começou a perder espaço, o que aconteceu especialmente após a reforma protestante. A crise religiosa afetou a visão do homem, que não se desligou totalmente da religião, mas passou a enxergá-la de forma diferente, com mais equilíbrio. É uma literatura antiga que sofreu várias influências principalmente greco-latinas, devido à criação das primeiras universidades que surgiram nesta época, com isto disseminando outras culturas. Surgimento dos mecenas, que é uma troca de interesses entre burgueses e artistas.

## Classicismo literário
Os escritores classicistas retomaram a ideia de que a arte deve fundamentar-se na razão, que controla a expressão das emoções. Por isso, buscavam o equilíbrio entre os sentimentos e a razão, procurando assim alcançar uma representação universal da realidade, desprezando o que fosse puramente ocasional ou particular. Os versos deixam de ser escritos em redondilhas (cinco ou sete sílabas poéticas) – que passa a ser chamada medida velha – e passam a ser escritos em decassílabos (dez sílabas poéticas) – que recebeu a denominação de medida nova. Introduz-se o soneto, 14 versos decassilábicos distribuídos em dois quartetos e dois tercetos. Que tem como exemplo uns dos nossos grandes poetas Luís de Camões.

## Literatura portuguesa classicista
Em 1527, quando Francisco Sá de Miranda(Ele marca o momento inicial do classicismo em Portugal) retornava a Portugal( educado com uma mentalidade medieva,l), vindo da Itália, trazendo o doce estilo novo (soneto + medida nova).
Clóvis Monteiro assinala que o classicismo em Portugal durou três séculos de atividades literárias: iniciado em 1527 e encerrado em 1825, quando da publicação do poema Camões, de Almeida Garrett. Esse longo tempo pode ser dividido em três períodos: o primeiro, encerrado em 1580, quando a literatura do país recebeu influências da Itália e da França; o período Cultista, até 1756, data da fundação  da Arcádia Lusitana, influenciado por Petrarca e com influência de Gôngora e Quevedo, na Espanha, e Marini, na Itália; e o último período, encerrado com o advento do romantismo no país.
No Brasil Colônia, o classicismo português do período cultista também influenciou a literatura, como por exemplo na obra Prosopopéia de Bento Teixeira, que imitava os versos de Camões, até meados do século XVIII, quando surgiria uma literatura nacional ou brasileira.

## Características gerais
- Imitação dos autores clássicos gregos e romanos da antiguidade
- Uso da mitologia dos deuses e o uso de musas como inspiração
- Racionalismo: Predomínio da razão sobre os sentimentos
- Universalismo: Abordagem de temas universais como, por exemplo, os sentimento humanos.
- Antropocentrismo: o homem como o centro do Universo
- Perfeição formal (rigor em busca da pureza formal)
- Busca do equilíbrio entre razão e sentimento.
- Influência do pensamento humanista

## Autores

### Portugal
- Luís Vaz de Camões, Poesia Camoniana
- Fernão Mendes Pinto
- Bernardim Ribeiro
- Antonio Ferreira
- Francisco Sá de Miranda
- Gil Vicente